# Saltos ornamentais no Campeonato Mundial de Esportes Aquáticos de 2017 - Trampolim 3 m individual feminino
A prova de trampolim 3 m individual feminino dos saltos ornamentais no Campeonato Mundial de Esportes Aquáticos de 2017 foi realizada entre os dias 20 de julho e 21 de julho, em Budapeste, Hungria.

## Calendário
| Fase              | Data        | Hora  |
| ----------------- | ----------- | ----- |
| Rodada preliminar | 20 de julho | 10:00 |
| Semifinal         | 20 de julho | 15:30 |
| Final             | 21 de julho | 18:30 |

## Medalhistas
| Ouro              | Prata          | Bronze              |
| Shi Tingmao (CHN) | Wang Han (CHN) | Jennifer Abel (CAN) |

## Resultados
Esses foram os resultados da competição.
| Pos.              | Saltadora              | Nacionalidade  | Preliminar | Preliminar | Semifinal   | Semifinal   | Final       | Final       |
| Pos.              | Saltadora              | Nacionalidade  | Pontos     | Pos.       | Pontos      | Pos.        | Pontos      | Pos.        |
| ----------------- | ---------------------- | -------------- | ---------- | ---------- | ----------- | ----------- | ----------- | ----------- |
| Medalha de ouro   | Shi Tingmao            | China          | 353.30     | 1          | 380.45      | 1           | 383.50      | 1           |
| Medalha de prata  | Wang Han               | China          | 344.35     | 2          | 354.90      | 2           | 359.40      | 2           |
| Medalha de bronze | Jennifer Abel          | Canadá         | 335.00     | 3          | 337.60      | 4           | 351.55      | 3           |
| 4                 | Grace Reid             | Reino Unido    | 284.00     | 14         | 309.60      | 8           | 336.70      | 4           |
| 5                 | Maddison Keeney        | Austrália      | 310.95     | 6          | 324.80      | 5           | 335.50      | 5           |
| 6                 | Pamela Ware            | Canadá         | 317.25     | 5          | 338.25      | 3           | 335.10      | 6           |
| 7                 | Kristina Ilinykh       | Rússia         | 317.85     | 4          | 311.90      | 7           | 319.40      | 7           |
| 8                 | Inge Jansen            | Países Baixos  | 307.75     | 7          | 303.45      | 10          | 307.85      | 8           |
| 9                 | Maria Polyakova        | Rússia         | 288.75     | 11         | 294.60      | 11          | 299.20      | 9           |
| 10                | Nur Dhabitah Sabri     | Malásia        | 285.10     | 13         | 321.70      | 6           | 292.35      | 10          |
| 11                | Anabelle Smith         | Austrália      | 299.10     | 8          | 306.75      | 9           | 268.95      | 11          |
| 12                | Julia Vincent          | África do Sul  | 270.20     | 17         | 289.65      | 12          | 265.90      | 12          |
| 13                | Ng Yan Yee             | Malásia        | 291.10     | 10         | 285.30      | 13          | Não avançou | Não avançou |
| 14                | Dolores Hernández      | México         | 293.00     | 9          | 285.05      | 14          | Não avançou | Não avançou |
| 15                | Arantxa Chávez         | México         | 266.10     | 18         | 278.25      | 15          | Não avançou | Não avançou |
| 16                | Anastasiia Nedobiha    | Ucrânia        | 273.00     | 16         | 274.65      | 16          | Não avançou | Não avançou |
| 17                | Alena Khamulkina       | Bielorrússia   | 285.20     | 12         | 273.35      | 17          | Não avançou | Não avançou |
| 18                | Kim Na-mi              | Coreia do Sul  | 281.10     | 15         | 272.25      | 18          | Não avançou | Não avançou |
| 19                | Daphne Wils            | Países Baixos  | 264.50     | 19         | Não avançou | Não avançou | Não avançou | Não avançou |
| 20                | Elena Bertocchi        | Itália         | 262.35     | 20         | Não avançou | Não avançou | Não avançou | Não avançou |
| 21                | Jessica-Floriane Favre | Suíça          | 261.15     | 21         | Não avançou | Não avançou | Não avançou | Não avançou |
| 22                | Kaja Skrzek            | Polónia        | 260.35     | 22         | Não avançou | Não avançou | Não avançou | Não avançou |
| 23                | Tammy Takagi           | Brasil         | 257.45     | 23         | Não avançou | Não avançou | Não avançou | Não avançou |
| 24                | Michelle Heimberg      | Suíça          | 253.50     | 24         | Não avançou | Não avançou | Não avançou | Não avançou |
| 25                | Brooke Schultz         | Estados Unidos | 248.80     | 25         | Não avançou | Não avançou | Não avançou | Não avançou |
| 26                | Katherine Torrance     | Reino Unido    | 245.50     | 26         | Não avançou | Não avançou | Não avançou | Não avançou |
| 27                | Maha Eissa             | Egito          | 245.40     | 27         | Não avançou | Não avançou | Não avançou | Não avançou |
| 28                | Marcela Marić          | Croácia        | 245.35     | 28         | Não avançou | Não avançou | Não avançou | Não avançou |
| 29                | Anca Serb              | Roménia        | 244.95     | 29         | Não avançou | Não avançou | Não avançou | Não avançou |
| 30                | Micaela Bouter         | África do Sul  | 231.40     | 30         | Não avançou | Não avançou | Não avançou | Não avançou |
| 31                | Moon Na-yun            | Coreia do Sul  | 230.30     | 31         | Não avançou | Não avançou | Não avançou | Não avançou |
| 32                | Luana Lira             | Brasil         | 228.85     | 32         | Não avançou | Não avançou | Não avançou | Não avançou |
| 33                | Elizabeth Cui          | Nova Zelândia  | 221.70     | 33         | Não avançou | Não avançou | Não avançou | Não avançou |
| 34                | Genevieve Green        | Lituânia       | 220.95     | 34         | Não avançou | Não avançou | Não avançou | Não avançou |
| 35                | Tina Punzel            | Alemanha       | 220.30     | 35         | Não avançou | Não avançou | Não avançou | Não avançou |
| 36                | Diana Pineda           | Colômbia       | 218.55     | 36         | Não avançou | Não avançou | Não avançou | Não avançou |
| 37                | Krysta Palmer          | Estados Unidos | 216.70     | 37         | Não avançou | Não avançou | Não avançou | Não avançou |
| 38                | Hanna Pysmenska        | Ucrânia        | 216.60     | 38         | Não avançou | Não avançou | Não avançou | Não avançou |
| 39                | Friederike Freyer      | Alemanha       | 212.40     | 39         | Não avançou | Não avançou | Não avançou | Não avançou |
| 40                | Prisis Prisis          | Cuba           | 196.00     | 40         | Não avançou | Não avançou | Não avançou | Não avançou |

Legenda
| Recorde mundial       | Recorde mundial (World record)               |                       | Recorde africano                      | Recorde africano (African) |                                           | Q | Classificado por posição (Qualified) |
| Recorde do campeonato | Recorde do campeonato (Championship record)  | Recorde da América    | Recorde da América (Americas)         | q                          | Classificado por melhor tempo (Qualified) |   |                                      |
| Melhor marca do ano   | Melhor marca do ano (World leading)          | Recorde asiático      | Recorde asiático (Asian)              | DNS                        | Não largou (Did not start)                |   |                                      |
| Recorde nacional      | Recorde nacional (National record)           | Recorde europeu       | Recorde europeu (European)            | DNF                        | Não terminou (Did not finish)             |   |                                      |
| Recorde pessoal       | Recorde pessoal do atleta (Personal best)    | Recorde da Oceania    | Recorde da Oceania (Oceania)          | DSQ / DQ                   | Desclassificado (Disqualified)            |   |                                      |
| Recorde da temporada  | Recorde da temporada do atleta (Season best) | Recorde sul-americano | Recorde sul-americano (South America) | NM                         | Sem marca (No mark)                       |   |                                      |